# Konservatorium „Claudio Monteverdi“ Bozen
Das Konservatorium „Claudio Monteverdi“ (italienisch Conservatorio «Claudio Monteverdi» di Bolzano) ist eine Musikhochschule in Bozen. Es ist in den Räumen des ehemaligen Dominikanerklosters am Dominikanerplatz untergebracht.

## Geschichte
Das musikalische Leben in Bozen war im 19. Jahrhundert vor allem von dem örtlichen Musikverein geprägt, der 1854 gegründet wurde. Aus der Musikschule des Musikvereins entwickelte sich im Jahre 1927 das nach Gioachino Rossini benannte Musiklyzeum, dessen erster Direktor Mario Mascagni wurde. 1939 wurde das Lyzeum Rossini per Dekret in ein königliches Musikkonservatorium umgewandelt und trug fortan den Namen von Claudio Monteverdi. In der Nachkriegszeit, insbesondere in den 1950er Jahren, erreichte das Bozener Konservatorium internationales Renommee, als so bekannte Musiker wie der Pianist Arturo Benedetti Michelangeli zu seinem Lehrkörper gehörten. In dieser Zeit wurde auch der Internationale Klavierwettbewerb Ferruccio Busoni ins Leben gerufen.
Zum 1. Jänner 2018 wurde das Konservatorium in die Freie Universität Bozen integriert.

## Direktoren (Auswahl)
- Giorgio Cambissa (1962–1980)
- Johanna Blum (1980–1981)
- Hubert Stuppner (1981–1996)
- Vito Brunetti (1996–1997)
- Vea Carpi (1997–2008)
- Felix Resch (2008–2014)
- Heinrich Unterhofer (2014–2017)
- Giacomo Fornari (2017–2023)
- Marco Bronzi (seit 2023)